# Quilizumab
Il quilizumab è un anticorpo monoclonale umanizzato prodotto dalla casa farmaceutica Genentech e utilizzato per il trattamento di alcune forme di asma. Questo anticorpo si lega alla proteina IGHE, codificata dall'omonimo gene e situata nella regione C delle catene epsilon delle immunoglobuline.